# Койчиновац
Койчиновац (серб. Којчиновац / Kojčinovac) — село в общине Биелина Республики Сербской Боснии и Герцеговины. Население составляет 843 человека по переписи 2013 года.

## Известные уроженцы
- Миливое Млаченович, писатель, сценарист, руководитель Сербского народного театра[4]